# 旗鰓鰻
旗鰓鰻為輻鰭魚綱鰻鱺目通鰓鰻科的其中一種，發現於全球各大海域，為深海魚類，棲息深度295-5440公尺，體長可達137公分，生活在大陸坡，屬肉食性，以甲殼類、頭足類、魚類等為食。

## 擴展閱讀
維基物種上的相關：旗鰓鰻